# El Soberbio

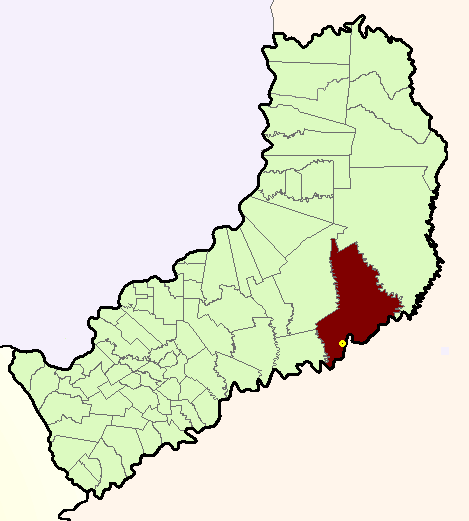
Área del municipio de El Soberbio.

El Soberbio es una ciudad argentina de la provincia de Misiones, cabecera del departamento Guaraní.
Se encuentra a orillas del río Uruguay, teniendo frontera con la pequeña villa brasileña de Porto Soberbo (Rio Grande del Sur). Su población es de 5065 habitantes (2010).

## Colonización y poblamiento
Además de los pobladores originales —los guaraníes—, que habitan la provincia desde tiempos inmemoriales, toda la franja oriental de Misiones se caracterizó históricamente por una fuerte presencia de inmigrantes europeos, particularmente desde mediados de la década del 1890 hasta 1950. Entre las colectividades predominantes se encuentran la polaca y la alemana. Esta población ingresó en mayor medida por Brasil a través de un programa de colonización privado y se mezcló con la población ya existente, escasa porque solo se trata de peones de los obrajes de yerba mate silvestre y madera; la procedencia de estos era variada, pero muchos ya eran mensúes en otras zonas de la provincia siendo el río Uruguay la principal vía de comunicación hacia los centros urbanos, desde y hacia los cuales se transportaban mercaderías en “chatas” tiradas por lanchas de madera.
La población de El Soberbio, se compuso cuando a comienzos del siglo XX, se instalaron algunos jangaderos venidos desde el Brasil, que eran los encargados de maniobrar río abajo las grandes balsas de troncos llamadas "jangadas"; como asimismo familias de criollos venidos del Brasil por un importante desplazamiento de habitantes costeros hacia la Argentina, que se produjo por la necesidad que tenían de autoexiliarse, frente al avance de Prestes, General del Ejército Brasileño que se rebeló, juntando sus huestes en la zona fronteriza.  Los fundadores Hermanos Natalio y Julio Ongay, eran propietarios de estas tierras, adquiridas en remate. Cuando deciden explotar los montes, contratan a Arguro Henn quien desde Alba Posse se traslada a El Soberbio navegando el Río Uruguay en el año 1946.  En el mismo año llega el primer maestro Sergio Fenochio. y el gendarme Alfonso Argañaráz con sus camaradas, con destino al Puesto de Gendarmería en Monteagudo. Al conformarse la Compañía Monteagudo S.R.L. integrada por los Hermanos Ongay y Henn, se implementa el Programa de colonización privada acordándose el ingreso de quinientos inmigrantes del Brasil. Se materializa en número menor ese ingreso, teniendo como protagonista de los trámites de los extranjeros al gendarme Alfonso Argañaráz con la colaboración del maestro Sergio Fenocchio y el comerciante Otto Degener. Este último fue, además de Encargado del Registro Civil de Monteagudo (en 1923), primer comerciante de El Soberbio. Su almacén de ramos generales estaba ubicada desde 1930 en la actual intersección de las avenidas Arturo Henn (ex-Corrientes) y Otto Degener (ex-Costanera), y desde 1943 colaboró en su negocio su sobrino Ricardo Balsas. En 1947, al crearse la delegación El Soberbio del Registro Civil, su delegado titular fue Sergio Fenocchio, y como suplente Otto Degener. 

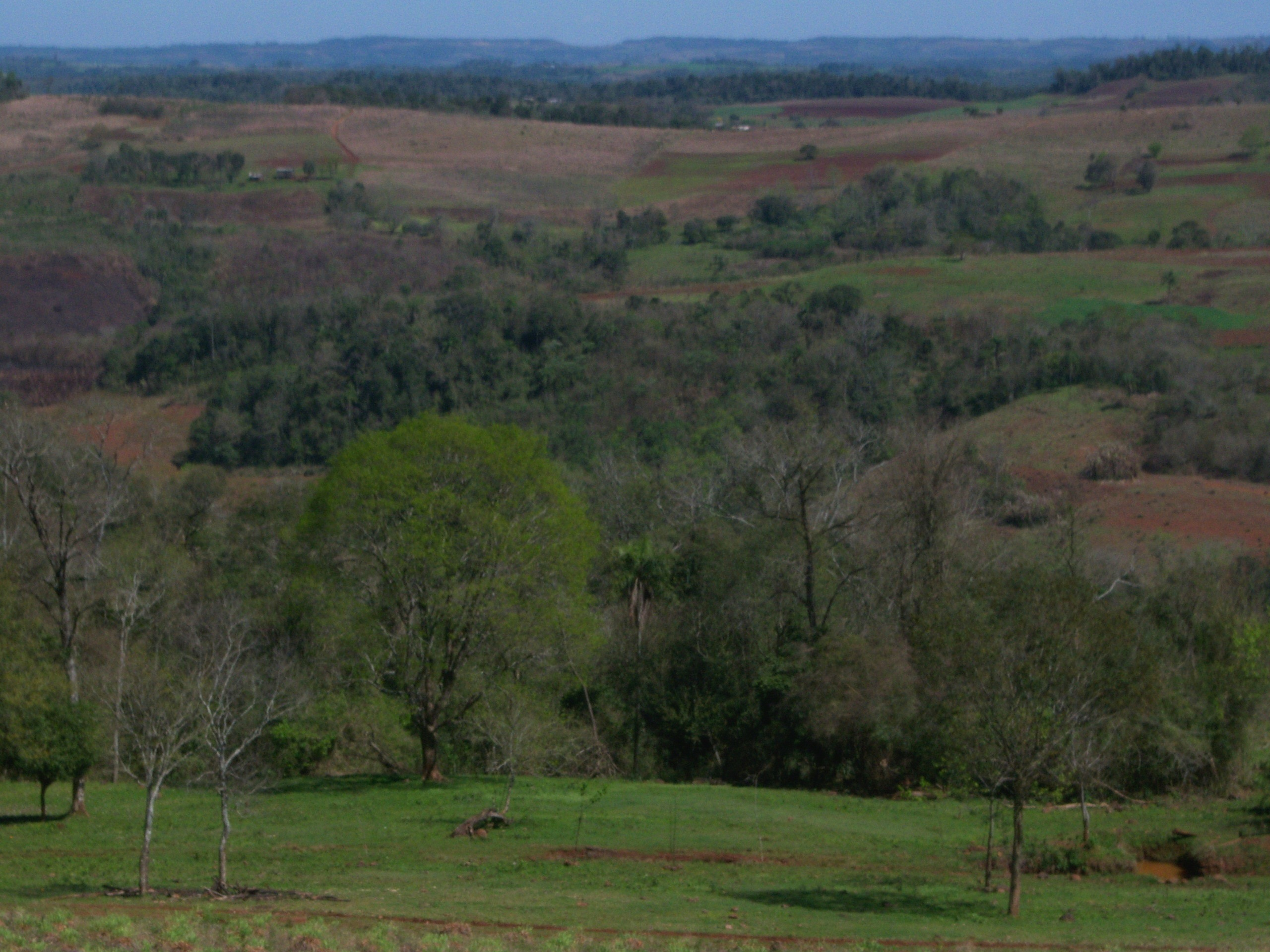
Zona rural de El Soberbio

## Toponimia
El nombre de El Soberbio se debe al arroyo homónimo. Las chatas remontaban el río Uruguay desde Santo Tomé-Corrientes y luego retomaban río abajo ya como jangadas hechas de troncos de árboles, y justamente dos jangaderos que acampaban en la Barra del Aº El Soberbio fueron los principales difusores de la denominación del lugar. El primer docente Sergio Fenocchio decía que al solicitar oficialmente ese nombre para el pueblo, las autoridades provinciales se negaron por considerarlo inadecuado. en este video se puede observar a la colonizadora Lory Henn contando este hecho (ver http://www.youtube.com/watch?v=ttBEkLRsLwc) pero los pobladores y las autoridades de entonces, decidieron mencionarlo en cuanta correspondencia se emitiera, porque en toda la región ya se conocía el lugar como El Soberbio. Ante la evidencia se oficializó.

## Población actual
La población ronda aproximadamente los 25.000 habitantes, según el último censo del INDEC del año 2010. La misma es un 80% rural y la zona urbana cuenta con un radio de 6 km, la cual le confiere una dispersión por la mayoría del territorio. Por ser una población joven también posee un alto índice de natalidad, por lo cual la familia tipo está conformada por más de tres miembros. En la zona urbana se encuentra la mayoría de los servicios públicos y privados, y aún hoy sigue siendo dificultoso para la población rural acceder a los mismos.
La dificultad de comunicación, la herencia cultural y la fuerte presencia de los medios (radio y TV) del vecino país Brasil, marcan una tendencia cultural muy particular donde desde el simple portuñol en las escuelas primarias hasta el intercambio comercial (legal e ilegal) hacen que las fronteras sean solamente formalidades.

## Organización
Fue la tercera localidad de la provincia de Misiones en crear su carta orgánica (en 1990), después de Posadas y Eldorado. Formaron la Convención Constituyente Natalio Héctor Giménez —actual juez de paz de El Soberbio—, Fernando Bandera, Sixto Agüero, Gregorio Encina, Rubén Fiege, Héctor Lucas y Juan Regis.  
La presencia de plantaciones de pastos esenciales,  la posterior extracción de las esencias de los mismos, inspiraron a pobladores a solicitar al Congreso de la Nación, el galardón de Capital Nacional de las Esencias.
Se puede llegar a El Soberbio por la ruta Provincial 13 (50 km), que la comunica al norte con San Vicente, y por la ruta Provincial 2, que la comunica al sudoeste con Colonia Aurora y San Javier, y al nordeste con los Saltos del Moconá. La finalización del asfalto hacia este atractivo natural está impulsando el posicionamiento como destino turístico del poblado.  Los Saltos del Moconá son actualmente el segundo destino turístico de la provincia.

## Actividad económica
Las principales fuentes de trabajo fueron generadas por las producciones agrarias, casi siempre el monocultivo de algún producto impulsado por políticas estatales (yerba mate, te, tung, esencias aromáticas) que si bien pudieron coexistir, siempre fueron suplantándose cronológicamente por beneficios económicos, escapa a este caso la explotación forestal de bosque nativo que aún hoy es una de las mayores actividades.
En los últimos 10 años hubo un crecimiento sustancial en la economía, sobre todo para los productores agrarios que son pequeños propietarios, igual que el resto de la provincia está dividida a diversas producciones y la otra porción en grandes propietarios sobre todo para la reforestación.
Así la práctica generalizada es la tala de la madera de ley, luego la saturación de la tierra se realiza la plantación de pino o tabaco. Este último es el que más moviliza el pujante crecimiento económico, reflejado en la población por un mayor poder adquisitivo en la zona rural y una mayor incidencia en factores como la política provincial, esta cadena al cambiar el rumbo de la economía regional intenta salir hacia actividades menos contaminantes como el turismo de bajo impacto, así la concreción de una ruta hasta Mocona, que debería ser un doble beneficio para los locales.
La actividad turística está adquiriendo un impulso importante, contando con comodidades para alojamiento en hoteles, cabañas, hosterías, de distintos niveles. Restaurantes en un buen número.

## Parroquias de la Iglesia católica en El Soberbio
| Diócesis  | Oberá      |
| --------- | ---------- |
| Parroquia | Cristo Rey |